# 關閘廣場 (巴士總站)
關閘廣場（葡萄牙語：Praça das Portas do Cerco）是位於澳門半島花地瑪堂區關閘廣場的一個終點站。澳巴3BX、59路線以該站為終點站。澳巴3A、27路線，新福利51路線途經站。

## 歷史
- 為減低關閘地下巴士總站的負荷，本站設立，51、59路線停靠本站。[1][2]

- 2017年8月23日，受超強颱風天鴿重創澳門影響，位於關閘廣場地庫的關閘總站受嚴重風暴潮破壞停用。[3]3A路線改為循環線，以本站為循環點；AP1路線以本站為總站至2018年12月15日。[4]

- 2020年7月6日至24日，因應澳門居民因公務或商務往返珠海免除隔離名額增加至3,000名，前往港珠澳大橋的乘客量需求不斷增加，101X特班車[[[Wikipedia:格式手册/链接#章節|錨點失效]]]開設，以本站為總站。7月6日在近特警總部的站為總站，7月7日至24日改為在位於關閘東側重型客車上落區站為總站。

- 2021年8月14日起，位於關閘東側旅遊巴上落客區的“關閘廣場”站更名為“關閘東側上落客區”。[5]

- 2025年5月6日至10月下旬，配合澳門輕軌東線工程而配合“關閘東側上落客區”遷移工程，本站稍作臨時遷移和重整。[6]

## 設施
- 新褔利和澳巴站長室

## 路線資料

### 終點站路線資料
| 澳巴 | 3BX | 關閘 | 亞馬喇前地 | | 快線 黃金週假期期間服務 |
| 澳巴 | 59  | 關閘 | 聯生圓形地 | - 北安大馬路 - 機場大馬路（輕軌車廠） - 上葡京及葡京人 - 蓮花路（路環發電廠） - 石排灣公屋群（業興、樂群、居雅、安順） | 尖峰時段服務            |

### 中途站路線資料
| 澳巴   | 3A | ↺ 關閘 | 司打口       | - 祐漢（看台街、祐漢街市） - 黑沙環（黑沙環公園、廣華、東華） - 外港碼頭 - 漁人碼頭及勵庭海景酒店 - 澳門科學館 - 皇朝（觀音像休憩區、文化中心、捐血中心、皇朝廣場、永利） - 亞馬喇前地 - 殷皇子馬路及新馬路 - 粵通碼頭 |
| 澳巴   | 27 | 望廈   | ↺ 青洲       | - 祐漢（祐漢第一街） - 蓮峰廟 - 青洲大馬路（北區警司處、嘉應花園） - 青茂口岸及青蔥大廈 - 美樂花園 - 工業園街（跨境工業區）                                                                                            |
| 新福利 | 51 | ↺ 關閘 | 蝴蝶谷大馬路 | - 北安（出入境事務大樓） - 機場貨運站（ 輕軌科大站） - 機場大馬路（輕軌車廠） - 上葡京及葡京人 - 蓮花路（路環發電廠） - 石排灣公屋群（業興、樂群）                                                                     |

## 鄰近公共運輸站

### 公共巴士
M1 關閘總站（Portas do Cerco / Terminal）
路線：1、3、3X、10、17、25、25B、27、30、34、51A、61、AP1、MT4
M248 關閘東側上落客區（Zona P / Passageiros-Este P. do Cerco）
路線：3AX、17S、25AX、30X、51X、AP1X

### 其他
- 關閘的士站

- 關閘酒店及娛樂場接駁車站

## 趣事
- 本站的編號“M9”曾經為“拱形馬路”巴士站的編號（位於“關閘馬路／三角花園”站附近），不過該巴士站在拱形馬路工程完成後就被永久取消。

## 外部連結
- 新福利官方網站 （繁體中文） （页面存档备份，存于）
- 澳巴官方網站 （繁體中文） （页面存档备份，存于）